# Jenna Presley
Brittni Ruiz (Chula Vista, 1 april 1987), bekend onder haar artiestennaam Jenna Presley, is een voormalig Amerikaans pornoactrice. Ze was actief in de porno-industrie van 2005 tot en met 2012.

## Biografie
Presley is de oudste van drie kinderen. Ze behaalde haar diploma van Hilltop High School in 2005. Ze begon haar studie aan het Santa Barbara City College in juni 2005 en verliet dat alweer in oktober 2005. Ze werkte als stripper en telemarketeer om haar eten, drinken, huur en school te kunnen betalen, voordat ze in 2005 haar intrede deed in de porno-industrie.
Gedurende haar carrière als pornoactrice speelde ze in meer dan 275 films.
In 2006 auditeerde Jenna voor het tweede seizoen van de reality-serie Jenna's American Sex Star. Ze werd uiteindelijk tweede achter de Brits-Aziatische pornoactrice Roxy Jezel.
In oktober 2007 maakte Presley bekend dat ze haar laatste scènes met mannen ging filmen. In 2008 en 2009 maakte ze echter nog steeds scènes met mannen.
In november 2012 zette ze een punt achter haar carrière als pornoactrice. In 2013 werd bekend dat dit mede te maken had met haar bekering tot het christendom. Ze is aanhanger van de XXXChurch, een kerk die zich inzet tegen de porno-industrie.

## Prijzen
- 2006 Nightmoves Award - Fan Choice for Best New Starlet[5]
- 2006 XRCO Award nominee for Cream Dream[6]
- 2007 AVN Award nominee for Best New Starlet[6]

## Filmografie
- Lisa Ann: Can't Say No (2012)

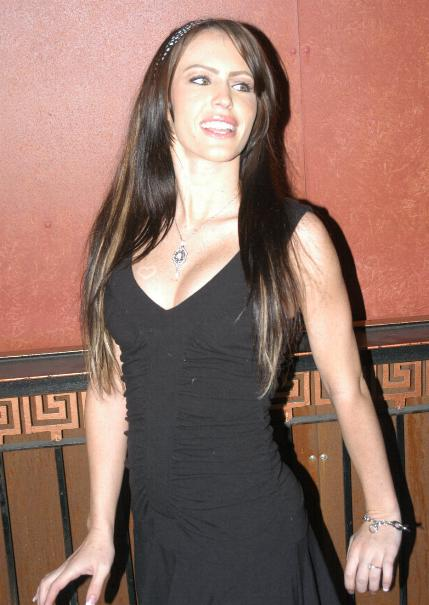
Jenna Presley bij het XRCO Awards-gala in 2007.

- Spartacus MMXII: The Beginning (2012)
- I Need to Be Alone (2012)
- Baby Dolls Behind Bars (2012)
- Fuck You 2 (2012)
- Avengers XXX: A Porn Parody (2012)
- Dirty Blondes from Beyond (2012)
- Busty Cops (2012)
- Brother Load 3 (2012)
- Mandingo: Hide Your Wives! (2011)
- This Ain't American Chopper XXX (2011)
- Big Tit Fanatic (2011)
- What the Fuck! Big Tits, Bitches & Ass! (2011)
- Nooners (2011)
- Nacho Invades America (2011)
- Supergirl XXX (2011)
- Dynamic Booty 6 (2011)
- Party Girls (2011)
- Bra Busters 2 (2011)
- Justice League of Porn Star Heroes (2011)
- Rewind Time Machine (2011)
- The Dream Teen 2 (2011)
- Lex the Impaler 6 (2011)
- Girlfriend for Hire (2011)
- Raunchy (2011)
- POV Junkie 4 (2011)
- Oil Overload 4 (2010)
- Big Dick Gloryholes 6 (2010)
- Rear View (2010)
- Pound the Round P.O.V. 7 (2010)
- Malice in Lalaland (2010)
- Big Tits at Work 10 (2010)
- Slut Puppies 4 (2010)
- Playgirl: Getting His Attention (2010)
- Baby Got Boobs 4 (2010)
- Self Service (2009)
- Rack It Up 3 (2009)
- In the Army Now (2009)
- Glamour Girls (2009)
- Ass Eaters Unanimous 20 (2009)
- Busty Housewives 2 (2009)
- Water Mellons (2009)
- Internal Cumbustion 15 (2009)
- Doctor Adventures 5 (2009)
- Oil Spills (2009)
- Internal Damnation 3 (2009)
- Sticky Sweet 2 (2009)
- Big Tits at School 6 (2009)
- Drill Baby Drill (2009)
- Smokin' Hot Spinners (2009)
- Secret Diary of a Secretary (2009)
- A Taste of Stoya (2009)
- Double D's & Derrieres 4 (2009)
- Curvy Girls 4 (2009)
- Splash Zone 2 (2008)
- Pop 7 (2008)
- Nurse Monique (2008)
- Team Squirt 5 (2008)
- Jenna's American Sex Star 2007 (2007)
- The Boss' Daughter (2007)
- 3 Blowin' Me (2007)
- Keep 'Em Cummin'  (2007)
- My Freshman Year (2007)
- Licensed to Blow 3 (2007)
- Slutty Squirters (2007)
- Playgirl: Naughty and Uncensored (2007)
- All About Me (2007)
- No Escape (2007)
- Storm Squirters 2 (2007)
- Squirt Machines (2007)
- The Milf Chronicles (2007) - Jenna
- Be My Bitch 3 (2007)
- Squirt Hunter Vol. 5 (2007)
- Jesse Loves Pain (2007)
- Sindee Jennings Is Supersquirt (2007)
- Service with a Smile (2007)
- No Boys No Toys (2007)
- Elite 2 (2007)
- Girls Will Be Girls (2007)
- 10 Dirty Talkin' Masturbators 2 (2007)
- The 2007 AVN Awards Show (2007)
- Sexual Freak 8: Audrey (2007)
- Sweet Young Things (2007)
- Squirt Facials (2007)
- Totally Fucked (2007)
- Naughty College School Girls 41 (2007)
- Squirting Vaginas (2007)
- Blow Me Sandwich 9 (2006)
- Trusting Girls Trussed and Gagged! (2006)
- Sex Games Vegas - Jill (1 episode, 2006)
- Teen Fuck Holes 5 (2006)
- 2wice as Nice (2006)
- Fuck Dolls 6 (2006)
- My Space (2006)
- 2 Young to Fall in Love 2 (2006)
- Blowjob Princess 2 (2006)
- Wet Room (2006)
- Meet the Fuckers 4 (2006)
- Cumstains 9 (2006)
- Teenage Peach Fuzz 2 (2006)
- I Lost My Cock in Hillary Scott (2006)
- My Girlfriend Squirts 2 (2006)
- Deeper (2006)
- Service Animals 23 (2006)
- POV Casting Couch 12 (2006)
- Lesbian Training 2 (2006)
- Lip Lock My Cock (2006)
- Badass School Girls (2006)
- All American Girls (2006)
- Just Over 18 15 (2006)
- Incumming 9 (2006)
- 12 Nasty Girls Masturbating 7 (2006)
- 50 to 1 4 (2006)
- Cum Buckets! 5 (2006)
- Vicious Girls Gone Anal (2006)
- Lady of the Evening (2006)
- Lacie's Life (2006)
- Erotica XXX 12 (2006)
- Swallow My Squirt 3 (2006)
- Killer Desire (2006)
- Indecent Radio (2006)
- Cream My Crack 3 (2006)
- Squirts So Good 2 (2006)
- Lick It Up 3 (2006)
- Sweet & Petite 2 (2006)
- Pussy Party 18: Captive (2006)
- Face Invaders (2006)
- 2 on 1 24 (2006)
- Barely Legal 55 (2006)
- Goo 4 Two 3 (2006)
- I'm Only Squirteen (2006)
- Oral Consumption 8 (2006)
- Oral Antics 4 (2006)
- Filthy (2006/II)
- Teens in Tight Jeans (2006)
- Spunk'd 5 (2006)
- Lewd Conduct 27 (2006)
- Flower's Squirt Shower 3 (2006)
- Britney Rears 3: Britney Gets Shafted (2006)
- Young Fucking Bitches (2006)
- Gag Factor 20 (2006)
- Girl Gasms 3 (2006)
- Girlvana 2 (2006)
- Stop or I'll Squirt! 3 (2006)
- Spunk'd 4 (2006)
- Swallow My Squirt 4 (2006)
- Squirt-A-Holics (2005)
- That '70s 'Ho'  (2005)
- Sack Lunch (2005)
- Duality (2005)
- Hand to Mouth 2 (2005)
- The Hunted 2 (2005)
- 13 Cum-Hungry Cocksuckers 3 (2005)
- Cum Glazed 4 (2005)
- She Bangs! (2005)
- New Releases 4 (2005)
- Barely 18 25 (2005)